# Pol Pot
Pol Pot (khmer: ប៉ុល ពត)  (Prek Sbauv, 19 de maig de 1925 - districte de Anlong Ven, 15 d'abril de 1998), de nom real Saloth Sar, va ser un polític cambodjà que va liderar el Partit Comunista de Kamputxea (Khmer Roig) durant el règim que va governar Cambodja entre 1975 i 1979. Va implementar un règim extremadament autoritari i repressiu que va provocar la mort de milions de persones a causa de l'extermini massiu, treballs forçats, i les condicions inhumanes imposades. El seu objectiu era establir una societat agrària comunista, però va resultar en una de les pitjors tragèdies humanitàries del segle xx.

## Biografia

### Infantesa
Pol Pot va néixer al poble de Prek Sbauv, fora de la ciutat de Kampong Thom. Va ser anomenat Saloth Sâr, la paraula sâr ("blanc, pàl·lid") fent referència a la seva pell relativament clara. Els registres colonials francesos van situar la seva data de naixement el 25 de maig de 1928, , però el biògraf Philip Short argumenta que va néixer el març de 1925.

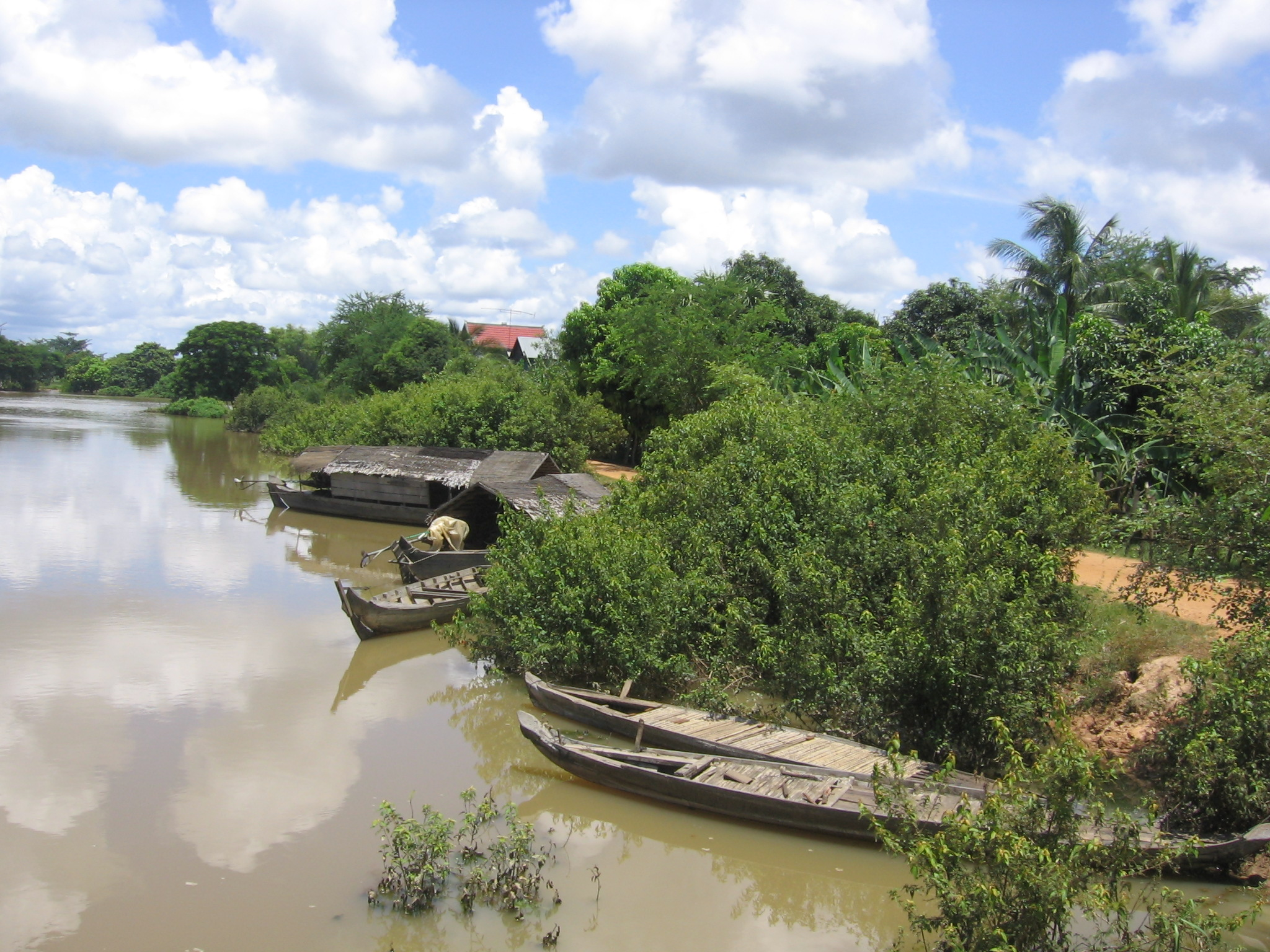
Prek Sbauv, el poble on Pol Pot va néixer i va passar els seus primers anys

La seva família era d'herència mixta xinès i khmer, però no parlava xinès i vivia com si fossin completament khmer. El seu pare Loth, que més tard va prendre el nom de Saloth Phem, era un granger pròsper que posseïa nou hectàrees de terres d'arròs i diversos bestiar de tir. La casa de Loth era una de les més grans del poble i en l'època del sembrat i de la collita va contractar veïns més pobres per fer gran part de la feina agrícola. La mare de Sâr, Sok Nem, era respectada localment com a budista piadosa. Sâr era el vuitè de nou fills (dues nenes i set nens), tres dels quals van morir joves. Van ser criats com a Budistes Theravada, i en les festivitats viatjaven al monestir de Kampong Thom. Malgrat els orígens pròspers de la seva família, en una entrevista a la televisió de Iugoslàvia el 1977, Pol Pot va afirmar que havia nascut a una «família de camperols pobres».
Cambodja era una monarquia, però el règim colonial francès tenia el control polític del país en aquell moment. La família de Sâr tenia connexions amb la reialesa cambodjana: el seu cosí Meak era consort del rei Sisowath Monivong i més tard va treballar com a professor de ballet. Quan Sâr tenia sis anys, ell i un germà gran van ser enviats a viure amb Meak a Phnom Penh; Les adopcions informals de parents més rics eren comuns llavors a Cambodja. A Phnom Penh, va passar 18 mesos com a monjo novell al monestir de Vat Botum Vaddei de la ciutat, aprenent ensenyaments budistes i llegir i escriure la llengua khmer.
L'estiu de 1935, Sâr va anar a viure amb el seu germà Suong i la dona i el fill d'aquest. Aquell any, va començar una educació a una Catòlica Romana de primària, l'École Miche, amb Meak pagant les taxes de matrícula. La majoria dels seus companys de classe eren fills de buròcrates francesos i vietnamites. Es va alfabetitzar en francès i es va familiaritzar amb el cristianisme. Sâr no tenia talent acadèmic i va suspendre dos anys, rebent el seu Certificat d'Etudes Primaires Complémentaires el 1941, als 16 anys d'edat. Va continuar visitant Meak al palau del rei, i va ser allà on va tenir algunes de les seves primeres experiències sexuals amb algunes de les concubines del rei.

### Adultesa
Va estudiar a Cambodja i a París, on es va fer comunista i es va afiliar al Partit Comunista Francès. Va tornar al seu país el 1953 i es va unir al Vietminh que el 1954 va aconseguir la victòria sobre els francesos. Després de 1955, perseguit per la policia, va passar a la clandestinitat i va començar a organitzar una guerrilla. El va afavorir el fet de triar com a base una zona poblada per una minoria, que va donar suport als comunistes de manera molt àmplia. El 1960 es va formar clandestinament el Partit Comunista de Cambodja, en una vella casa de fusta en un poblat, en presència de la bandera del Partit que fou vermella amb la falç i martell al centre i una inscripció en lletres cambodjanes sota l'emblema. Durant els anys seixanta la rebel·lió es va estendre, però sobretot a partir de la deposició del cap d'estat príncep Norodom Sihanuk, el 1970, amb la proclamació de la República Khmer pel mariscal Lon Nol. Sihanuk va marxar a la Xina i es va aliar amb Saloth Sar i després de l'entrada dels americans a Cambodja per tallar la ruta coneguda per Ho Chi Minh, que proveïa d'abastaments al Vietcong que operava al Vietnam del Sud, invasió que fou impopular, els comunistes es van apoderar de gairebé tot el país menys les principals ciutats. El 1973 els americans es van retirar del Vietnam. Saloth Sar va canviar en aquesta època el seu nom a Pol Pot i resultava difícil saber qui hi havia sota la seva personalitat. Es va constituir el GRUNK (Govern reial d'unió Nacional de Cambotja) del que Sihanuk en fou el cap visible i Saloth Sar el veritable dirigent junt amb Son Sen, Ieng Sari i Kieu Samphan.
Els comunistes van continuar la lluita contra Lon Nol i van entrar a Phnom Penh el 17 d'abril de 1975 (13 dies abans de la caiguda de Saigon en mans del Vietcong). Sihanuk va tornar al país però fou posat en arrest domiciliari el 1976 i va deixar de ser cap d'estat, i es va establir la República Democràtica de Kampuchea de la que Kieu Samphan fou proclamat president.

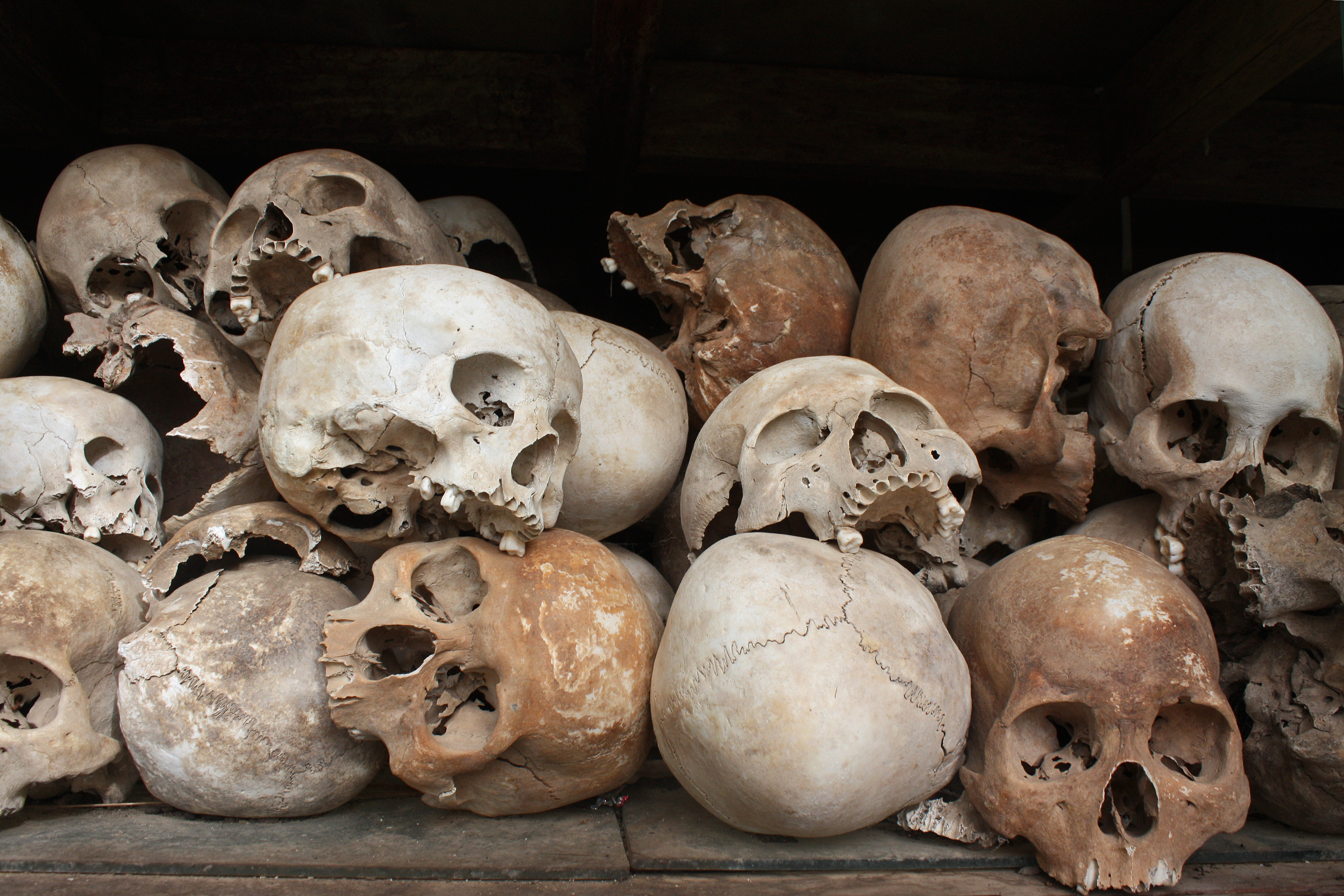
Cranis de víctimes dels khmers rojos al camp d'extermini de Choeung Ek.

El 13 de maig de 1976 Pol Pot fou nomenat primer ministre i va iniciar una política de conversió forçada, ràpida i radical al comunisme. Pol Pot va influir fortament en la propagació de la política d'autarquia, i havia quedat impressionat per la vida autosuficient de les tribus muntanyenques de Cambodja, que el partit creia que era una forma de comunisme primitiu. La teoria dels khmers rojos va desenvolupar el concepte que la nació hauria de prendre l'agricultura com el factor bàsic i utilitzar els fruits de l'agricultura per construir la indústria i crear una societat comunista completa sense perdre el temps en els passos intermedis. Els ciutadans van ser enviats als camps, per viure com a pagesos, i les ciutats van quedar buides. Tot va esdevenir comunitari i els intel·lectuals i opositors van ser executats sense pietat. Entre execucions i morts per malaltia a les granges col·lectives, el nombre de morts al genocidi de Cambodja va situar-se entre 1,5 i 2 milions de persones, gairebé una quarta de la població del país.
Els atacs al Vietnam, a la zona de Kamputxea Krom –que els khmers reclamaven–, van començar a sovintejar. La política proxinesa de Pol Pot i aquests atacs van decidir al govern del Vietnam reunificat a envair el país. Alguns defectors khmers rojos van ser posats al front del Front d'unió nacional de salvació de Kampuchea (FUNSK), el nucli en l'exili del futur govern de la República Popular de Kamputxea, essent el principal líder Heng Samrin. L'exèrcit del Vietnam va ocupar Pnom Penh amb militars del FUNSK que varen establir un nou govern pro soviètic i aliat del Vietnam a principis de 1979. Derrotats, els khmers rojos es van retirar a la zona fronterera amb Tailàndia, on varen rebre el suport dels americans, xinesos i tailandesos com opositor a la línia pro soviètica. El seu govern, amb suport de la Xina, fou reconegut com a únic legal per l'ONU.
El 1985 Pol Pot va deixar oficialment el càrrec de primer ministre però va continuar dirigent als khmers rojos i l'aliança formada contra el govern pro soviètic de Pnom Penh. Els vietnamites es van retirar de Cambotja el 1989. El 1996, cada vegada més reduït el seu territori, i amb menys suport extern, els soldats khmers rojos van desertar en massa i també els dirigents. El 10 de juny de 1997 Pol Pot va ordenar l'execució del seu company de tota la vida, Son Sen, que estava aconseguint el poder dins el Partit Comunista i que segurament volia posar fi al conflicte. També van ser executats onze membres de la seva família. Llavors les restes de l'exèrcit no li va donar suport i va fugir cap a una base, però fou arrestat pel cap militar Ta Mok i posat sota arrest domiciliari. L'abril de 1998, davant un atac de les forces del govern, Ta Mok va fugir emportant-se Pol Pot, però aquest va morir d'un atac de cor el 15 d'abril de 1998 i el seu cos fou cremat en presència d'uns quants guerrillers khmer rojos.